# ريان ويتني
ريان ويتني (بالإنجليزية: Ryan Whitney)‏ هو لاعب هوكي الجليد أمريكي، ولد في 19 فبراير 1983 في Scituate, Massachusetts ‏ في الولايات المتحدة.

## وصلات خارجية
- ريان ويتني على موقع دوري الهوكي الوطني (الإنجليزية)
- ريان ويتني على موقع الدوري الأمريكي لهوكي الجليد (الإنجليزية)
- ريان ويتني على موقع EliteProspects.com (الإنجليزية)
- ريان ويتني على موقع HockeyDB.com (الإنجليزية)
- ريان ويتني على موقع Hockey-Reference.com (الإنجليزية)
- ريان ويتني على موقع أوليمبيديا (الإنجليزية)